# إليانا بينادور
إليانا بينادور (بالإنجليزية: Eliana Benador)‏ هي مستشارة في العلاقات العامة الأمريكية السويسرية، وخبيرة إستراتيجية عالمية، ومؤيدة للمحافظين الجدد في أمريكا والشرق الأوسط. روّجت بينادور لسياسات الأمن القومي التي دعت إليها إدارة بوش بشأن تغيير النظام العراقي، وحرب العراق (حرب العراق)، والمواقف المتشددة تجاه إيران من خلال شركة بينادور للمحاماة التي أسّستها. وفي عام 2007، أغلقت بينادور شركة بينادور للمحاماة وفتحت شركة جديدة، بينادور لللاقات العامّة.

## حياتها المهنية
درست بينادور اللغويات وعلم النفس والعلوم السياسية في جامعة السوربون وجامعة الكوليك دي ليل. عملت بينادور بعد تخرُّجها من الجامعة كمحررة لصحيفة البيرو تايمز وكمترجمة في الأمم المتحدة في فيينا. وفي عام 2000، انضمت بينادور إلى منتدى الشرق الأوسط، وهو معهد بحثي أمريكي محافظ، للعمل كمساعدو ومديرة لمشاريع الشرق الأوسط في نيويرك كما كانت مسؤولة أيضاً عن الاتصال وسائل الإعلام مع مؤسس المنتدى دانيال بايبس. تركت بينادو منتدى الشرق الأوسط بعد ثمانية عشر شهرًا بسبب النزاعات مع بايبس. قال لبايبس، لقد مرّ الأمر بشكل من «التفاهم المتبادل والودي» وأرى أن بينادور ستؤدي بشكل أفضل وحدها.
بدأت بينادور في أكتوبر 2001 شركة العلاقات العامة الخاصة بها، بينادور وشركاه. بعد التوقيع السابق مع المخرج جيمس وولسي وكاتب العمود في جريدة نيويورك ديلي نيوزبنيت روزنثال، اعتبرت شركة بينادور من المؤيدين للمحافظين الأمريكيين الجدد. تم انتقاد شركة بينادور ووصفها بأنها شركة «علاقات عامة للحرب».
عُيّنت بينادور في يناير 2011 سفيرة النوايا الحسنة لمكتب اتصال السامرة في الولايات المتحدة وأوروبا. وبهذه الصفة، تحدثت بينادور في المسيرة الداعمة لإسرائيل عبر القنصلية الإسرائيلية في مدينة نيويورك، وقدمت مقارنة نسبية بين سكان الولايات المتحدة لأعداد الضحايا الإسرائيليين للهجمات الإرهابية؛ حيث جاء حسب بينادور أن 1200 إسرائيلي وقعوا ضحايا من عام 2000 حتى 2010 مقابل 50,297 أمريكيًا، في حين كان عدد الجرحى الإسرائيليين كان 8,342 مقارنةً بـ 350,000 أمريكي.

## مقالات مختارة
- قانون المراقبة يؤتي ثماره في السويد، صحيفة «جلف نيوز»، 25 يوليو / تموز 2008
- هل تستطيع بالين إحداث فرق؟، أخبار الخليج، 1 سبتمبر 2008
- حان وقت التغيير بالنسبة لأميركا، أخبار الخليج، 3 أكتوبر 2008

## الموقع الرسمي
- http://ElianaBenador.com